# Лыжные гонки на зимних Олимпийских играх 2010 — командный спринт (мужчины)
Соревнования по командному спринту в лыжных гонках среди мужчин на зимних Олимпийских играх 2010 прошли 22 февраля.
Все гонки состоялись в Олимпийском парке Уистлера. С 10:15 до 11:45 по местному времени (UTC-8) прошли полуфиналы, а с 12:30 до 13:15 финал.
Никто из призёров 2006 года ни в индивидуальном, ни в командном спринте в соревнованиях не участвовал. Из призёров ранее прошедших индивидуальных соревнований в спринте участвовал бронзовый призёр Петтер Нортуг в паре с Эйстейном Петтерсеном.
В полуфиналах не смогла квалифицироваться сборная Швеции, а сборная Беларуси не финишировала, так как Леонид Корнеенко на финишной прямой перепутал коридоры и вместо финишного свернул в тот, где происходила передача эстафеты.
В финале до четвёртой передачи эстафеты и большую часть пятого этапа спортсмены прошли плотной группой. Незадолго до своего финиша Тим Чарнке ушёл в отрыв, создав при передаче этапа небольшое, около двух секунд, преимущество Акселю Тайхману. Тайхман лидировал до предфинишного подъёма, и попытку догнать его предприняли лишь Петтер Нортуг, Алексей Петухов и Алексей Полторанин. Полтаранин отстал на подъёме, и в конечном итоге сборная Казахстана заняла пятое место, проиграв также канадцам. Нортуг на подъёме обошёл Тайхмана, выиграл золотую медаль для сборной Норвегии, а Петухов почти его догнал, так что второе и третье место пришлось разделять при помощи фотофиниша.
Для всех призёров, кроме Нортуга, их медали стали первыми на Олимпийских играх, для Нортуга это вторая медаль после бронзы в индивидуальном спринте.

## Медалисты
| Золото                                       | Серебро                                | Бронза                                     |
| Норвегия · Эйстейн Петтерсен · Петтер Нортуг | Германия · Тим Чарнке · Аксель Тайхман | Россия · Алексей Петухов · Николай Морилов |

## Результаты

### Полуфиналы
Голубым отмечены команды, вошедшие в тройку лучших в каждом из полуфиналов и напрямую попавшие в финал, зелёным отмечены 4 команды, попавшие в финал по лучшему времени
| Место | Команда                                         | Время   |
| ----- | ----------------------------------------------- | ------- |
| 1     | Чехия · Душан Кожишек, Мартин Коукал            | 18:43,1 |
| 2     | США · Торин Кус, Энди Ньюэлл                    | 18:43,7 |
| 3     | Франция · Венсан Витто, Сирил Миранда           | 18:43,8 |
| 4     | Италия · Кристиан Дзордзи, Ренато Пазини        | 18:43,9 |
| 5     | Казахстан · Николай Чеботко, Алексей Полторанин | 18:45,3 |
| 6     | Швейцария · Элиджус Тамборнино, Дарио Колонья   | 18:54,6 |
| 7     | Япония · Юити Онда, Нобу Нарусэ                 | 18:54,8 |
| 8     | Швеция · Маркус Хельнер, Теодор Петерсон        | 19:06,5 |
| 9     | Румыния · Паул Константин Пепене, Петрика Ходжу | 19:09,2 |
| 10    | Австралия · Бен Сим, Пол Маррей                 | 19:57,0 |
| —     | Беларусь · Сергей Долидович, Леонид Корнеенко   | DNF     |

| Место | Команда                                       | Время   |
| ----- | --------------------------------------------- | ------- |
| 1     | Россия · Алексей Петухов, Николай Морилов     | 18:47,6 |
| 2     | Норвегия · Эйстейн Петтерсен, Петтер Нортуг   | 18:48,5 |
| 3     | Германия · Тим Чарнке, Аксель Тайхман         | 18:48,9 |
| 4     | Канада · Девон Кершоу, Алекс Харви            | 18:49,2 |
| 5     | Финляндия · Лассе Паакконен, Вилле Ноусиайнен | 18:54,3 |
| 6     | Польша · Мацей Кречмер, Януш Кренжелок        | 19:07,2 |
| 7     | Словакия · Иван Баторы, Михал Малак           | 19:07,5 |
| 8     | Эстония · Анти Саарепуу, Пеэтер Кюммель       | 19:27,6 |
| 9     | Литва · Мантас Строля, Модестас Вайчулис      | 19:43,1 |
| 10    | Китай · Сунь Цинхай, Сюй Вэньлун              | 19:43,6 |
| —     | Великобритания · Эндрю Масгрейв, Эндрю Янг    | DNF     |

### Финал
| Место | Команда                                         | Время   |
| ----- | ----------------------------------------------- | ------- |
| 1     | Норвегия · Эйстейн Петтерсен, Петтер Нортуг     | 19:01,0 |
| 2     | Германия · Тим Чарнке, Аксель Тайхман           | 19:02,3 |
| 3     | Россия · Алексей Петухов, Николай Морилов       | 19:02,5 |
| 4     | Канада · Девон Кершоу, Алекс Харви              | 19:07,3 |
| 5     | Казахстан · Николай Чеботко, Алексей Полторанин | 19:07,5 |
| 6     | Чехия · Душан Кожишек, Мартин Коукаль           | 19:13,8 |
| 7     | Франция · Венсан Витто, Сирил Миранда           | 19:18,7 |
| 8     | Италия · Кристиан Дзордзи, Ренато Пазини        | 19:21,1 |
| 9     | США · Торин Кус, Энди Ньюэлл                    | 19:21,6 |
| 10    | Финляндия · Лассе Паакконен, Вилле Ноусиайнен   | 19:50,8 |